# 藤原師兼
藤原 師兼（ふじわら の もろかね）は、平安時代中期から後期にかけての公卿。藤原北家中御門流、右大臣・藤原俊家の三男。官位は正四位下・参議。

## 経歴
康平4年（1061年）従五位下・侍従に叙任される。康平5年（1062年）3月右近衛少将。康平6年（1063年）1月従五位上に叙され、2月左少将に転じて美作権介を兼任。康平8年（1065年）1月に正五位下。治暦3年（1067年）7月右中将に遷り、12月正四位下に昇叙した。延久元年（1069年）8月左中将に遷る。延久6年（1074年）1月伊予介を兼ね、12月に27歳で参議に任ぜられて公卿に列した。
承保2年（1075年）1月伊予権守を兼ねるが、翌承保3年（1076年）数ヶ月籠居ののち卒去。享年29。

## 系譜
- 父：藤原俊家（1019-1082）
- 母：源隆国の次女
- 妻：藤原憲輔の娘
  - 男子：藤原家輔
- 生母不明の子女
  - 男子：藤原俊保
  - 女子：春日殿 - 白河上皇の後宮、のち藤原宗通室